# Minecon
Minecon je oficiální setkání hráčů počítačové hry Minecraft, plné přednášek týkajících se hry a podobných témat. Obvykle Minecon navštěvují tvůrci Minecraftu, známí hráči, moderátoři a tvůrci let'splayů.
Tato akce se poprvé uskutečnila v Las Vegas, USA, v roce 2011 a přišly na ni tisíce fanoušků. Tvůrce hry Markus Persson (Notch) zde vydal plnou verzi hry Minecraft.

## Český Minecon
Dříve se v Česku konala neoficiální akce českých fanoušků hry Minecraft s názvem český Minecon. Ta byla pořádána v rámci Festivalu fantazie v Chotěboři 5. a 6. července 2012. Na tuto akci přijelo přes 1200 registrovaných návštěvníků, což je o mnoho víc, než organizátoři očekávali.

## České a moravské Craftcony
V dnešní době je pořádáno mnoho podobných akcí s různými názvy i pořadateli.[kdy?] Názvy těchto neoficiálních akcí již nesmí obsahovat slovo Minecon, protože označuje název oficiální akce společnosti Mojang, která si na toto pojmenování vyhrazuje autorská práva.